# Ключ 69
Ключ 69 (трад. и упр. 斤) — ключ Канси со значением «топор»; один из 34, состоящих из четырёх штрихов.
В словаре Канси есть 55 символа (из 49 030), которые можно найти c этим радикалом.

## История
Древняя идеограмма изображала топор.
Современный иероглиф употребляется в значениях: «топор, секира, рубить, вес, по весу». Кроме этого, иероглиф входит в название товаров, грузов, измеряемых весом.
В качестве ключевого знака иероглиф используется редко.

Вид в Цзиньвэнь
Вид в Цзягувэнь
Вид в Цзянбо
Вид в большой печати Чжуаньшу
Вид в малой печати Чжуаньшу

В словарях находится под номером 69.

## Варианты прочтения
- кит. 斤, пиньинь jīn, цзинь.
- яп. きん, kin, кин.
- кор. 도끼, dokki, докки?, 근, geun, гынь?.

## Примеры иероглифов
| Доп. штрихи | Иероглифы   |
| ----------- | ----------- |
| 0           | 斤          |
| 1           | 斥          |
| 4           | 斦 斧 斨    |
| 5           | 㪼 㪽 斪 斫 |
| 6           | 㪾 㪿       |
| 7           | 斬 断       |
| 8           | 㫀 斮 斯    |
| 9           | 新 斱       |
| 10          | 㫁 斲 𣂷    |
| 11          | 㫂 斳 𣂼    |
| 12          | 斴          |
| 13          | 斵 斶       |
| 14          | 斷          |
| 21          | 斸          |